# Schoenionta ichneumonoides
Schoenionta ichneumonoides là một loài bọ cánh cứng trong họ Cerambycidae.